# Machine d'Anticythère
La machine d'Anticythère, appelée également mécanisme d'Anticythère, est considérée comme le premier calculateur analogique antique permettant de calculer des positions astronomiques. C'est un mécanisme de bronze comprenant des dizaines de roues dentées, solidaires et disposées sur plusieurs plans. Il est garni de nombreuses inscriptions grecques.
On connaît de la machine d'Anticythère un unique exemplaire, dont les fragments ont été trouvés en 1901 dans une épave, près de l'île grecque d'Anticythère, entre Cythère et la Crète. L'épave d'Anticythère était celle d’une galère romaine, longue d'une quarantaine de mètres, qui a été datée comme antérieure à 87 av. J.-C.
La machine d'Anticythère est le plus vieux mécanisme à engrenages connu. Ses fragments sont conservés au musée national archéologique d'Athènes.

## Histoire

### Origine et datation de la machine d'Anticythère
En 2010, Giovanni Pastore a daté le mécanisme entre la fin du IIIe et le milieu du IIe siècle av. J.-C.. En 2014, deux chercheurs, l'un argentin, Christian Carman, historien des sciences à l'université de Quilmès, et l'autre américain, James Evans, professeur à l'université de Puget Sound de l'État de Washington ont proposé une datation assez ancienne, fondée sur la forme des lettres grecques de l'inscription figurant au dos de la machine, et situent la date de fabrication du mécanisme entre 150 et 100 av. J.-C.,,. Mais le fait nouveau, selon l'estimation de ces chercheurs, est que le calendrier du mécanisme d'Anticythère aurait été connu dès 205 av. J.-C., c'est-à-dire sept ans seulement après la mort d'Archimède. Des travaux plus récents des chercheurs Aristeidis Voulgaris, Christophoros Mouratidis et Andreas Vossinakis, publiés le 28 mars 2022 sur le site de l’université Cornell indiquent que la « mise en service » du mécanisme est précisément datée du 22 ou 23 décembre 178 av. J.-C. : « C'est grâce à une forme en spirale incrustée à l'arrière du mécanisme représentant un cycle de 223 mois appelé Saros (qui peut être utilisée pour prédire les éclipses de Soleil et de Lune) que les scientifiques ont émis l'hypothèse que la machine avait été utilisée pour la première fois lors d'une éclipse solaire annulaire. Ce phénomène se produit lorsque la Terre, la Lune et le Soleil sont alignés, mais que la Lune ne couvre pas la totalité du Soleil, dessinant un contour ressemblant à un "anneau de feu". » Le 23 décembre 178 av. J.-C., jour du solstice d’hiver et début de la nouvelle lune, une éclipse annulaire longue de 12 minutes aurait pu être observée.
L'identité du concepteur est débattue. Il pourrait s'agir de l'une des personnes suivantes :
- Archimède de Syracuse (287 à 212 av. J.-C.), père de la mécanique statique ;
- un disciple d'Archimède, évoqué par Cicéron[10] ;
- Hipparque de Nicée (190 à 120), fondateur de la trigonométrie ;
- Posidonios de Rhodes (135 à 51), selon les indications de son ami Cicéron[11].

Le lieu de conception pourrait avoir été soit Rhodes, car l'astronome Hipparque et le savant Posidonios y vivaient, et cette île était un centre intellectuel très important à l'époque, notamment dans le domaine astronomique ; soit Syracuse, car c'est là que vivait Archimède dont des témoignages laissent à penser qu'il avait réalisé (ou fait réaliser) au moins deux autres mécanismes de bronze ayant des fonctions comparables.

### Découverte
Peu avant Pâques 1900, deux caïques de pêcheurs d'éponge grecs (au scaphandre) de Symi, l'Euterpe et la Calliope, en route vers l'Afrique du Nord, font escale sur la côte nord-est d'Anticythère, devant s'y abriter à cause d'une tempête au large. Le 4 avril 1900, profitant d'une accalmie, l'un des plongeurs, Elias Lykopantis (ou Stadiatis), remonte et raconte qu'il a vu des hommes nus et des chevaux : il vient de découvrir par hasard l'épave antique gisant par 62 mètres de fond environ. Il en remonte un objet de la cargaison, la main d'une statue en bronze — elle appartient à la statue dite du Philosophe. Les pêcheurs ne modifient pas leurs plans pour autant, et ce n'est qu'au retour, à l'automne, qu'ils avertissent les autorités grecques — plutôt que le gouvernement ottoman dont Symi dépend à l'époque — par patriotisme hellénique. Le gouvernement grec dépêche aussitôt sur place des navires de sa marine de guerre, le 24 novembre 1900. Les opérations de renflouement de l'épave durent jusqu'en septembre 1901, et se soldent par la mort accidentelle d'un pêcheur et la paralysie de deux autres (accidents de décompression). De nombreuses statues et statuettes en bronze et en marbre en sont retirées, dont la plus célèbre est un éphèbe, dit éphèbe d'Anticythère, souvent attribué à Euphranor ou à Lysippe (ces découvertes remplissent actuellement trois salles du Musée national archéologique d'Athènes), ainsi que des objets divers (instruments chirurgicaux, lyre en bronze, etc.).
On considère que la découverte de la machine à proprement parler date du 17 mai 1902, quand l'archéologue Valérios Stàis,, après l'observation faite par son cousin , l'homme politique Spyridon Stais, s'aperçoit qu'un agglomérat rapporté du site recèle des inscriptions et des engrenages incrustés. Un examen révèle qu'il s'agit d'un mécanisme oxydé, dont il reste trois morceaux importants et 82 fragments plus petits.
En 1976, la Calypso est sur place et l'équipe du commandant Cousteau explore l'épave. Entre autres objets, elle y découvre 36 pièces d'argent et quelques pièces de bronze frappées à Éphèse et Pergame. On retrouve également dans l'épave des amphores provenant de Rhodes et de l'île de Kos, qui ont pu être datées de la même époque que celle des pièces, ainsi que des verreries et de nombreuses sculptures de bronze et pierre, évoquant un butin.
Le navire, d'une taille considérable avec une capacité d'environ 300 tonnes, aurait fait naufrage entre 70 et 60 av. J.-C..

### Premières études et premières hypothèses
Le soin et l'adresse avec lesquels cette machine fut réalisée, ainsi que les capacités nécessaires en mécanique et en astronomie remettent en question les connaissances historiques sur les sciences grecques. En effet, aucun objet de même âge et de même complexité n'était connu dans le monde et il faudra attendre près d'un millénaire pour voir apparaître des mécanismes comparables. Dès 1905, le philologue allemand Albert Rehm est le premier à comprendre qu'il s'agit d'un calculateur astronomique.

### Seconde moitié duXXesiècle
Derek J. de Solla Price, physicien et historien des sciences à l'université Yale, confirme l'hypothèse de Rehm. En utilisant des radiographies aux rayons gamma, il étudie les fragments de la machine et fait apparaître un dispositif extrêmement complexe, comprenant, outre la vingtaine de roues dentées déjà répertoriées, des axes, des tambours, des aiguilles mobiles et trois cadrans gravés d'inscriptions et de signes astronomiques. En 1959, il publie un article préliminaire dans le Scientific American, puis consigne les résultats de ses recherches dans Gears From The Greeks: The Antikythera Mechanism, A Calendar Computer from circa 80 BC, en 1974. Selon Price, la machine fonctionnait à l'aide d'une manivelle et permettait de répondre à des questions d'ordre astronomique. Price découvre en particulier que l'un des mécanismes correspondait à un cycle lunaire ancien utilisé à Babylone.
Par la suite, Allan Bromley (en) et Michael Wright (en) font des études plus approfondies et corrigent certaines erreurs de la reconstruction de Price.

### Études auXXIesiècle
Comme il est impossible de démonter le mécanisme fortement corrodé sans l’endommager gravement et que les moyens d'étude classiques, tel que la radiographie, s’avèrent inadaptés, toute nouvelle étude du disque est bloquée ; en 2000, l’astronome Mike Edmunds (en) de l’université de Cardiff et le mathématicien Tony Freeth ont l’idée d’utiliser un scanner à rayons X.
Pour étudier un si petit objet (de quelques centaines de grammes), il faut construire un scanner à rayons X (en fait, un tomographe à la fois de très haute résolution et de 450 kilovolts pour que le faisceau puisse traverser l'objet dans le sens de la longueur), pesant, avec sa console, plus de huit tonnes. L'appareil, construit par X-Tek Systems, s’avère capable de reconstituer et produire des images tridimensionnelles avec une précision de 50 micromètres.
Pour parachever cette nouvelle expertise scientifique, Edmunds rassemble, à l'automne 2005, une équipe pluridisciplinaire associant des astronomes, des physiciens, des mathématiciens et des paléographes des trois universités les plus concernées, en impliquant les départements suivants :
- université de Cardiff, école de physique et d’astronomie ;
- université d’Athènes : section d’astronomie, astrophysique et mécanique (responsable : Pr Xénophon Moussas) ;
- université Aristote de Thessalonique : section d’astrophysique, astronomie et mécanique du département de physique (responsable : Pr John Seiradakis).

Schéma du mécanisme.

Pour Xénophon Moussas, directeur du laboratoire d'astrophysique de l'université d'Athènes, qui participe aux investigations en cours sur le disque, la machine est plus complexe que les astrolabes connus jusqu'alors qui ne comportent que quelques engrenages et roues à dents. Avec son équipe, Xénophon Moussas réussit jusqu'en 2006 à déchiffrer 2 000 nouveaux caractères — Price n'en avait déchiffré que 900 —, y compris sur les disques à l'intérieur de la machine. Ces textes sont à la fois un mode d'emploi de l'appareil et un traité d'astronomie.
Il est désormais certain qu'il s'agissait d'un calculateur analogique qui décrivait les mouvements solaire, lunaire et des planètes visibles à l’œil nu, sans que l'on puisse à proprement parler d'horloge astronomique car le mécanisme était actionné par une manivelle. Elle servait également à prévoir les éclipses.
Par ailleurs, la forme des caractères, comparée à celles d'autres inscriptions de la même époque, conduit les experts à dater la pièce de la fin du IIe siècle avant notre ère.
L'équipe du projet de recherche communique les résultats des analyses en cours lors d'une conférence internationale à Athènes, le 30 novembre et le 1er décembre 2006. La première publication est faite dans la revue scientifique Nature.
En 2011, l'entreprise Hublot reproduit la machine d'Anticythère en la miniaturisant à l'échelle d'une montre bracelet, exposée pour la première fois au musée des Arts et Métiers, à Paris, puis au musée national archéologique d'Athènes.
En 2021, une publication reconstitue un possible mécanisme d'ensemble, à partir de la modélisation cosmologique grecque et des connaissances qu'ils pouvaient avoir sur les approximations fractionnaires des rapports entre cycles planétaires.
Une étude réalisée par l'université de Glasgow et publiée dans l'Horogical Journal du 27 juin 2024 démontre que la machine, percée de 354 trous, correspondrait au calendrier lunaire grec.
La machine d’Anticythère comprenait :
- un châssis en bois : ses dimensions étaient proches de 340 × 180 × 90 mm ; il comportait deux portes, une à l'avant, et une à l'arrière portant des inscriptions se référant à son fonctionnement et aux cycles présentés ;
- un mécanisme à engrenages : 82 fragments ont été retrouvés lors de différentes campagnes de recherche, dont 4 comprennent une ou plusieurs roues dentées, et 16 autres des inscriptions ou détails significatifs.

Divers fragments de la machine
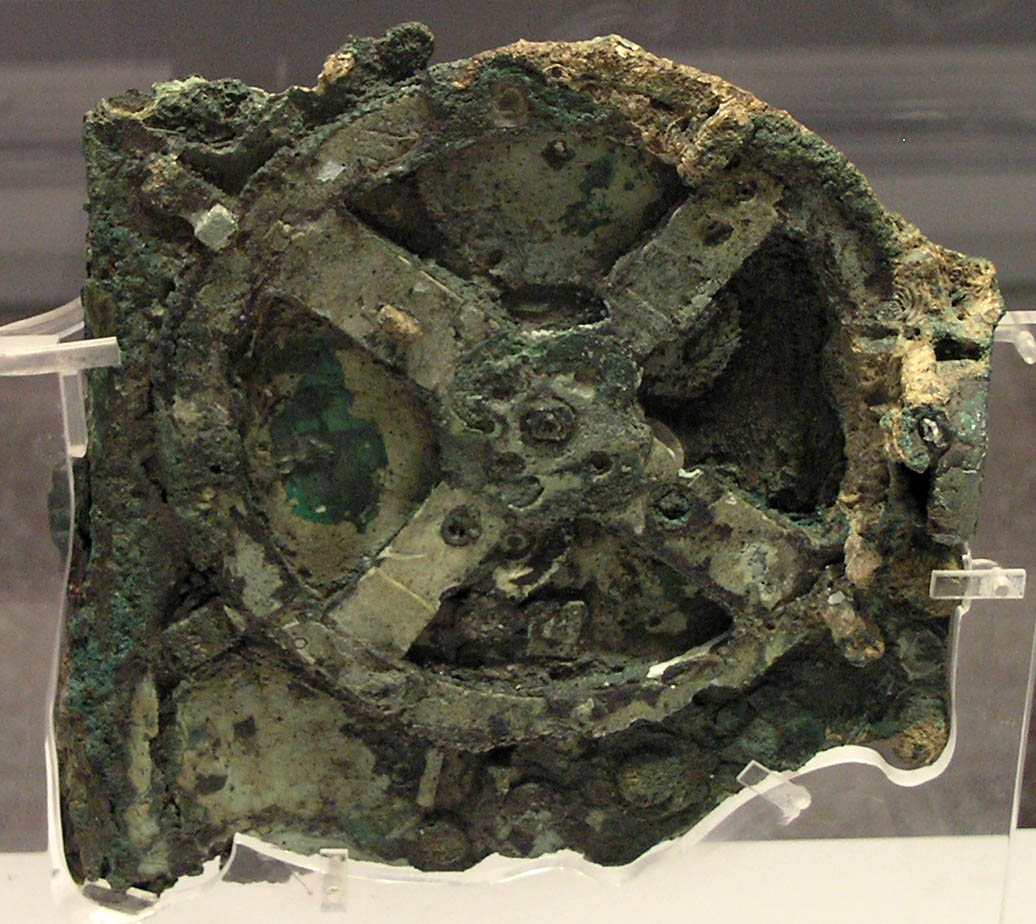
Fragment principal.
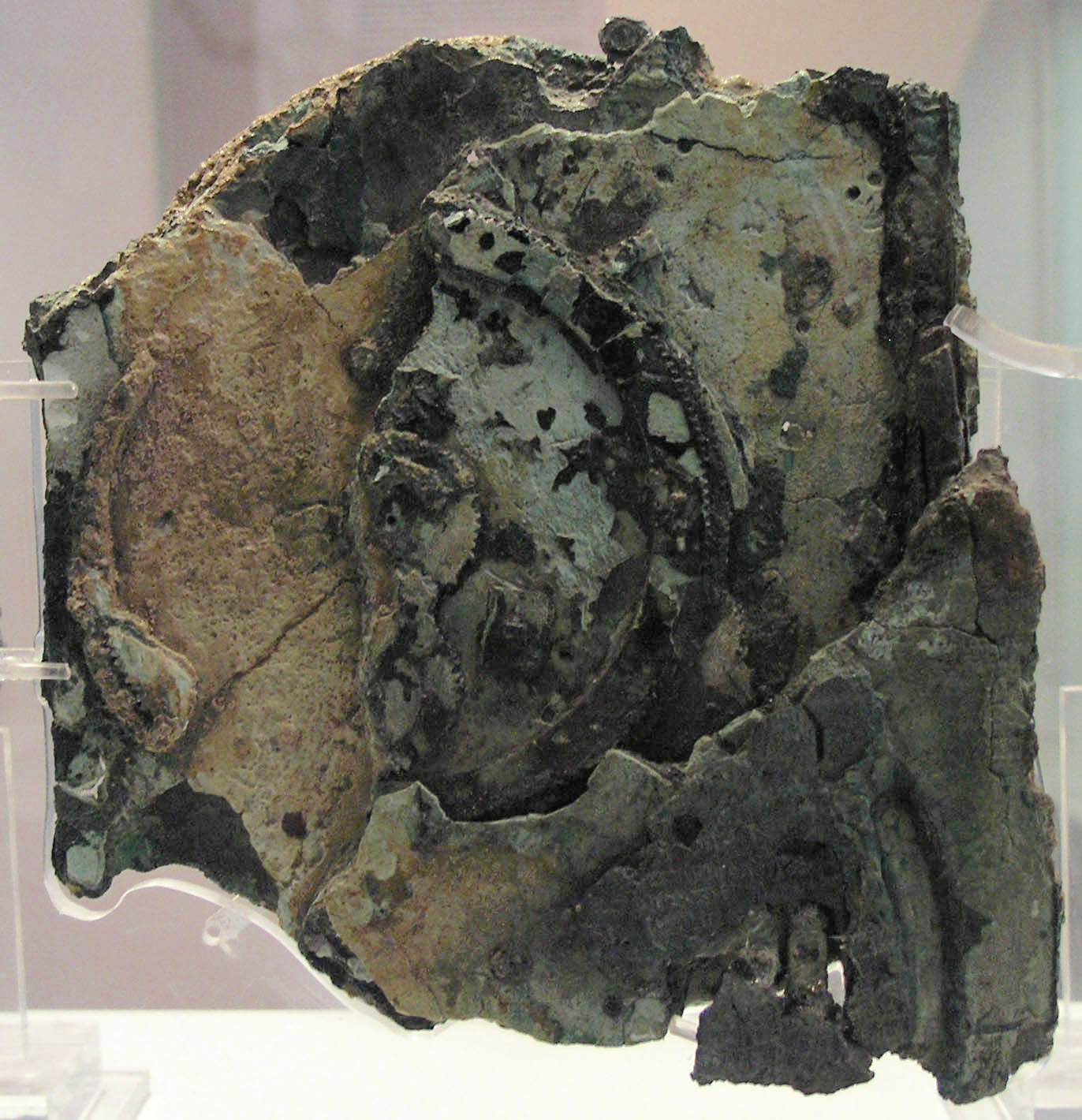
Fragment principal (revers).
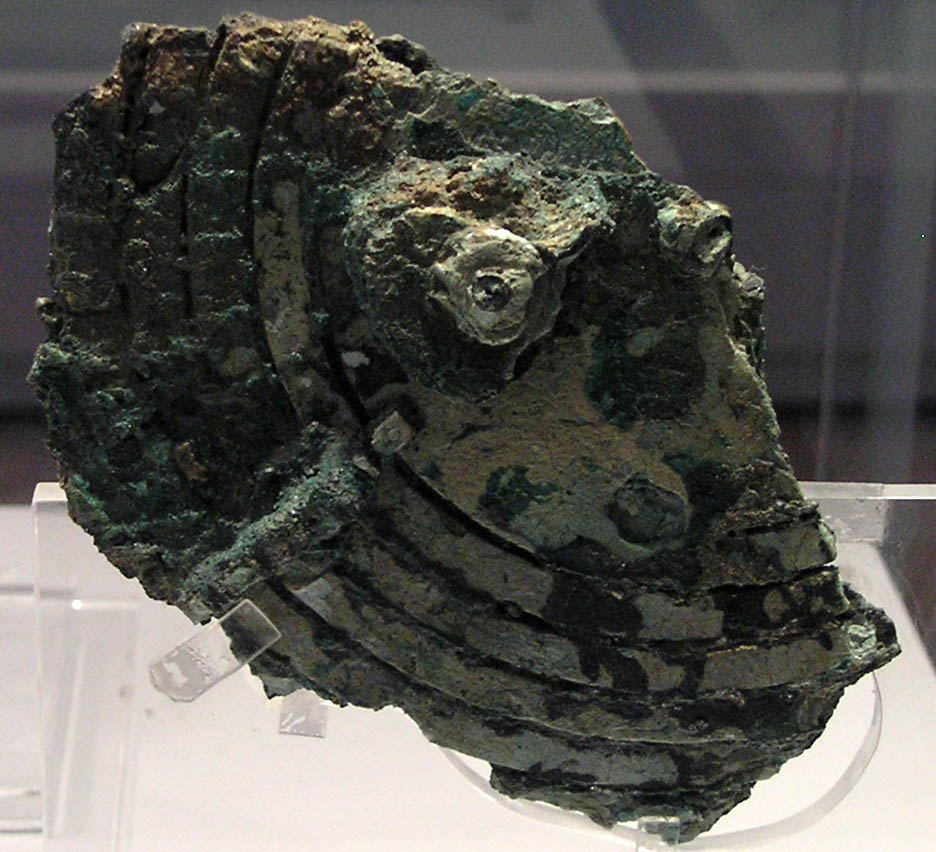
Fragment secondaire.
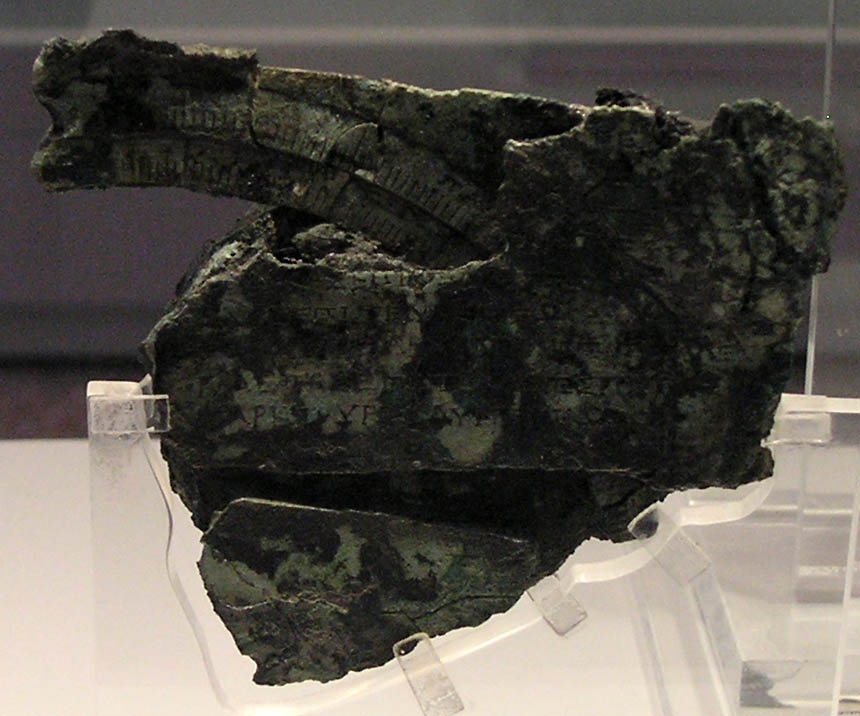
Fragment secondaire.

### Mécanisme

#### Volume
Le mécanisme occupe le volume d'un boîtier haut de 210 mm, large de 160 mm et épais de 50 mm (dimensions d’un livre de taille moyenne).

#### Engrenages

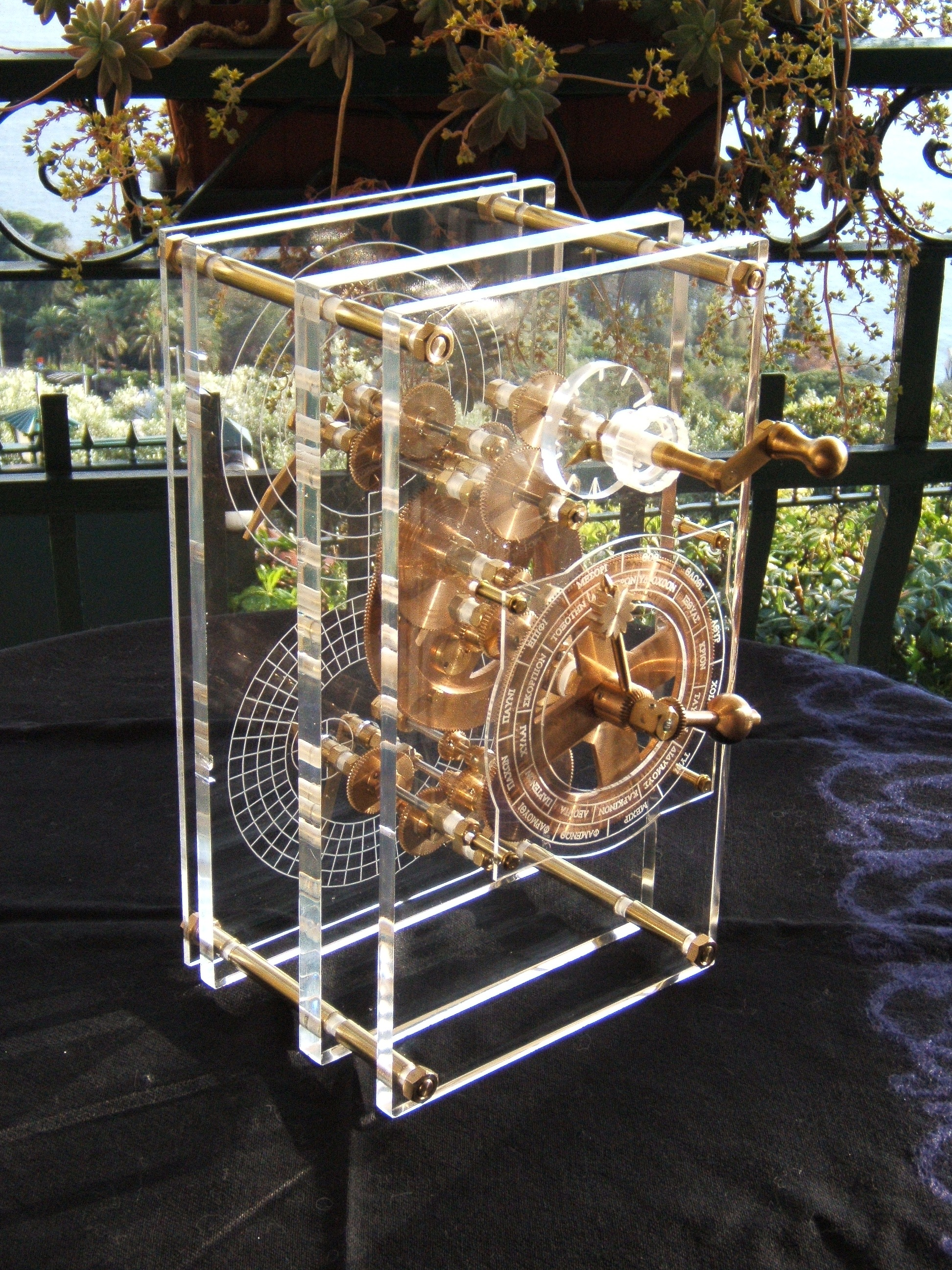
Modèle reconstruit de la machine par Mogi Vicentini.

Fabriqué en bronze, le mécanisme est constitué d'une trentaine de roues dentées qui ont été identifiées (il a pu en comprendre d'autres), probablement actionnées par une manivelle. Son fonctionnement, basé sur une modélisation mathématique de la course des astres et sur la théorie géocentrique qui prévalait à l'époque (la Terre est au centre de l'Univers), repose sur la rotation d'engrenages de tailles différentes entraînant des aiguilles indiquant la position des astres à un moment donné. Selon Freeth, une clé ou une manivelle (manquante) sert à actionner la roue principale qui entraîne l'ensemble des engrenages et les aiguilles nécessaires à la lecture des indications. La face avant possède un cadran circulaire à 365 positions (représentant les 365 jours du calendrier égyptien) et deux cadrans (indiquant les positions de la Lune et du Soleil par rapport au Zodiaque). La face arrière comporte deux cadrans en spirale représentant deux calendriers astronomiques utilisés pour prédire des éclipses de la Lune et du Soleil : un cadran à 235 positions (correspondant au cycle de Méton de 19 ans, soit 235 lunaisons), et un cadran à 223 positions (correspondant au cycle de saros d’un peu plus de 18 ans, exactement 223 lunaisons ou 6 585 jours 1/3).
Les nombres qui interviennent dans les engrenages sont principalement :
| {\displaystyle 365,} nombre de jours du calendrier égyptien |
| {\displaystyle \;19}, nombre d'années du cycle de Méton |
| {\displaystyle 235}, nombre de lunaisons du cycle de Méton |
| {\displaystyle 239}, nombre de mois anomalistiques dans un saros |
| {\displaystyle 223}, nombre de lunaisons dans un saros |
| {\displaystyle 127\;=\,{\frac {235+19}{2}}} |
| {\displaystyle \;53\,=\,{\frac {2\times 127\times 223-235\times 239}{9}}}, nombre intervenant dans le taux annuel de rotation de l’orbite elliptique de la Lune[30]. |

#### Utilisation
On tourne la clé ou la manivelle pour régler le mois et l'année sur le cycle métonique, le calendrier égyptien placé sur l'autre face permettant de régler le jour.
Pour prédire une éclipse, on fait tourner la manivelle jusqu'à ce que l'aiguille du cadran du Saros tombe sur une inscription correspondant à une éclipse. Le cadran métonique indique alors le mois et l'année de cette éclipse. Pour calculer le jour précis de l'éclipse, on se reporte sur la face avant et on tourne la manivelle pour mettre les aiguilles indiquant les positions de la Lune et du Soleil en phase (position de la nouvelle lune pour une éclipse solaire) ou en opposition de phase (position de la pleine lune pour une éclipse lunaire), l'aiguille du calendrier égyptien indiquant le jour précis de l'éclipse. Cette méthode est relativement fiable pour les éclipses lunaires, visibles de toute la Terre, mais seulement probable pour les éclipses solaires, celles-ci n'étant visibles que sur une étroite bande de la Terre. D'autres cadrans donnent des informations complémentaires, telles que la date des divers jeux antiques. La machine peut aussi donner l'heure de l'éclipse et prédire sa couleur (la Lune prend une couleur rouge lors de certaines éclipses). Elle est considérée comme le plus bel exemple mécanique des mathématiques de la Grèce antique.

### Inscriptions
Elles sont composées de plus de 2 200 lettres grecques. Ces lettres gravées sur le bronze sont petites (1,5 à 2,5 mm de hauteur) et plus ou moins érodées. Leur graphisme indique leur datation aux alentours de 100 av. J.-C.
Les inscriptions, déchiffrées à 95 %, se divisent en deux types :
- un texte astronomique « étrange » à l'avant du mécanisme (les mots Vénus, Hermès/Mercure, le zodiaque y apparaissent) ;
- un « mode d'emploi » à l'arrière, combinant des indications sur les roues dentées, les périodes de ces roues et les phénomènes astronomiques.

La nature des inscriptions suggère une origine sicilienne (Syracuse), où vivaient les héritiers d'Archimède. Il apparaît sur le cadran supérieur les noms de six villes accueillant des jeux panhelléniques, dont cinq noms ont pu être déchiffrés, dont celui d'Olympie. Ce cercle divisé en quatre secteurs tournait d'un quart de tour pour une année, décrivant ainsi le cycle d'une olympiade.

## Objets similaires dans la littérature antique
Cicéron évoque deux machines semblables (un planétarium mécanique, et probablement une « sphère céleste automatique », dont l'une au moins aurait été fabriquée au IIIe siècle av. J.-C.).
- La première, sûrement construite par Archimède, se retrouva à Rome grâce au général Marcus Claudius Marcellus. Le militaire romain la rapporta après le siège de Syracuse en 212 av. J.-C., où le savant grec trouva la mort. Marcellus éprouvait un grand respect pour Archimède (peut-être dû aux machines défensives utilisées pour la défense de Syracuse), et c'est le seul objet appartenant au savant qu'il prit, venant s'ajouter au nombre considérable d’œuvres d'art pillées qui devaient être rapportées à Rome. Sa famille conserva le mécanisme après sa mort et, selon Cicéron, Lucius Furius Philus l'examina avec Caius Sulpicius Gallus au cours du IIe siècle av. J.-C. Il le décrit comme capable de reproduire les mouvements du Soleil, de la Lune et de cinq planètes :

« Hanc sphaeram Gallus cum moveret, fiebat ut soli luna totidem conversionibus in aere illo quot diebus in ipso caelo succederet, ex quo et in [caelo] sphaera solis fieret eadem illa defectio, et incideret luna tum in eam metam quae esset umbra terrae, cum sol e regione… »
« Lorsque Gallus actionnait cette sphère, il se produisait que la Lune succédait au Soleil en autant de tours dans le cuivre que de jours dans le ciel même, par quoi il se produisait aussi dans le cadran du Soleil le même retard, et la Lune tombait dans le cône constitué de l’ombre de la Terre au moment même où le soleil, dans la direction… (lacune) »
- Cicéron mentionne un objet analogue construit par son ami Posidonios[11].

« Quod si in Scythiam aut in Brittanniam sphaeram aliquis tulerit hanc, quam nuper familiaris noster effecit Posidonius, cuius singulae conuersiones idem efficiunt in sole et in luna et in quinque stellis errantibus, quod efficitur in caelo singulis diebus et noctibus, quis in illa barbaria dubitet, quin ea sphaera sit perfecta ratione? »
« Si l'on transportait en Scythie ou en Bretagne cette sphère qu'a construite naguère mon ami Posidonius et qui, dans ses révolutions successives, montre le soleil, la lune et les cinq planètes tournant, comme ces astres le font dans le ciel, jour après jour, nuit après nuit, lequel parmi les habitants de ces pays barbares hésiterait à considérer cette sphère comme un parfait exemple de ce que peut le calcul ? »
Les deux mécanismes évoqués se trouvaient à Rome, plus d'un siècle avant le naufrage d'Anticythère pour le premier, et dans les mêmes années pour le second. Il existait donc au moins trois mécanismes de ce type.

## Au cinéma
Le film d'aventures américain Indiana Jones et le Cadran de la destinée, réalisé par James Mangold en 2023, montre Indiana Jones à la recherche de la machine d'Anticythère.

#### Livres
- (en) Derek De Solla Price, « Gears from the Greeks: The Antikythera Mechanism—A Calendar Computer from ca. 80 B.C. », in: Science History Publications, New York, 1975  (ISBN 0-87169-647-9) - Reprise de l'article publié dans Transaction of The American Philosophical Society, New Series, Volume 64, Part 7, 1974
- (en) Jo Marchant, Decoding the Heavens, Windmill Books, 2009  (ISBN 978-0-099-51976-8)
- (en) Lucio Russo (en), The Forgotten Revolution: How Science Was Born in 300 BC and Why it Had to Be Reborn, Springer, 2004  (ISBN 3-540-20396-6)
- (it) Giovanni Pastore, Il planetario di Archimede ritrovato, Roma : [s.n.], 2010  (ISBN 9788890471520)
- (en) M. Allen, W. Ambrisco et al., The Inscriptions of the Antikythera Mechanism, Turnhout, Brepols Publishers, coll. « Almagest » (no 7.1), 2016 (ISSN 1792-2593).
- (en) Alexander Jones, A portable Cosmos, Revealing the Antikythera Mechanism, Scientific Wonder of the Ancient World, Oxford University Press, 2017  (ISBN 9780199739349).

#### Journaux, revues, sites web
- J. Theofanidis, « Sur l'instrument en cuivre, dont des fragments se trouvent au Musée archéologique d'Athènes et qui fut retiré du fond de la mer d'Anticythère en 1902 », Praktika tēs Akadēmias Athēnōn, vol. 9,‎ 1934, p. 140-149 (présentation en ligne)
- Pierre Le Hir, « Le Secret du mécanisme astronomique d'Anticythère », Le Monde,‎ 9 juin 2006 (lire en ligne)
- Myriam Détruy, « Mécanisme d'Anticythère, l'horloge mystérieuse », Ciel et Espace, no 436,‎ septembre 2006, p. 54 (lire en ligne)
- Pierre Le Hir, « Le mystérieux mécanisme d'Anticythère remet à l'heure la science des Grecs », Le Monde,‎ 30 novembre 2006 (lire en ligne)
- François Tonic, « Le mécanisme d'Anticythère », Les Grands Secrets de l'archéologie, no 8,‎ printemps 2008
- Tony Freeth, « L'horloge astronomique d'Anticythère », Pour la science, no 389,‎ mars 2010, p. 64-71
- Tony Freeth, « Le mécanisme antique d'Anticythère enfin décrypté ? », Pour la science, no 533,‎ mars 2022, p. 28-39
- (en) M. T. Wright, « A Planetarium Display for the Antikythera mechanism », Horological Journal, vol. 144, no 5,‎ mai 2002, p. 169-173
- (en) Jarrett A. Lobell, « The Antikythera Mechanism », in: Ciel et Espace n° 441, février 2007, p. 60-63
- (en) J. Reece Roth, « Gears From The Greeks : The Antikythera Mechanism, A Calendar Computer from Circa 80 BC » [PDF], 31 août 2007
- (en) Tony Freeth, David Higgon, Aris Dacanalis et al., « A Model of the Cosmos in the ancient Greek Antikythera Mechanism », Scientific Reports, vol. 11,‎ 2021, article no 5821 (e-ISSN 2045-2322, lire en ligne)
- Jean-Luc Goudet, « L'antique mécanisme d'Anticythère prédisait les éclipses… et les JO » sur le site Futura-Sciences
- (en) « The Antikythera Mechanism I et II », American Mathematical Society

#### Documentaires, vidéos
- Mike Beckham, La Fabuleuse Machine d'Anticythère, documentaire de 74 min, 2012, diffusé sur ARTE le 1er avril 2012, rediffusé en août 2013, puis en janvier 2014
- Modèle virtuel de la machine d'Anticythère, éclaté puis reconstruit, par Michael Wright et Mogi Vicentini
- (en + el + fr) Vidéos projetées lors des expositions sur la machine d'Anticythère